# ATP Challenger Belgaum
Der ATP Challenger Belgaum (offiziell: Belgaum Open) war ein Tennisturnier, das 2003 einmal in Belgaum (Belagavi), Indien, stattfand. Es gehörte zur ATP Challenger Tour und wurde in der Halle auf Hartplatz gespielt.

## Liste der Sieger

### Einzel
| Jahr | Sieger           | Finalgegner      | Ergebnis |
| ---- | ---------------- | ---------------- | -------- |
| 2003 | Juri Schtschukin | Dieter Kindlmann | 6:3, 6:2 |

### Doppel
| Jahr | Sieger                          | Finalgegner                 | Ergebnis   |
| ---- | ------------------------------- | --------------------------- | ---------- |
| 2003 | Michal Mertiňák Branislav Sekáč | Mustafa Ghouse Vishal Uppal | 7:63, 7:62 |